# 汤姆·普雷斯顿·沃纳
托马斯·普雷斯顿·沃纳（Thomas Preston-Werner，1979年5月27日—）是美国程序员和企业家。他是开源社区中的积极贡献者。他著名于联合创建GitHub，他是GitHub的前任CEO。 2014年，因GitHub内部调查得出他和他的妻子骚扰了一名员工，他从Github离职。他还是Gravatar，TOML，Jekyll  和 SemVer 的创建者。目前，他和他的妻子特蕾莎（Theresa）及其儿子住在旧金山。

## 早年
汤姆·普雷斯顿·沃纳在迪比克长大，他小时候父亲就去世了。他的母亲是老师，继父是工程师。他毕业于迪比克高中，并在加利福尼亚州克莱蒙特市的哈维穆德学院就读了2年，然后辍学从事其他工作。他意识到，他对编程的兴趣远胜于数学。

## 影响
作为开源开发者和黑客文化的积极贡献者，最主要的领域是涉及Ruby的领域，他撰写了许多有关他的观点的文章。他曾在Rubyology和SitePoint等播客中担任嘉宾，他经常说出自己的信念，即开发人员应该寻求更多的协作，以及可以促进这种协作的措施，例如编写更好的软件文档并为其他人的项目做贡献。在2008年，汤姆谈到了概念算法在高级思维模式中的应用，而不仅仅是在编程中的应用。